# San Bartolomé (Murcia)

San Bartolomé es un barrio de Murcia (Región de Murcia, España), situado al norte del río Segura, en pleno centro histórico de la capital, con 1.177 habitantes (INE 2022).
Junto con los barrios de San Juan, San Lorenzo, Santa Eulalia y La Catedral forman el distrito Centro-Este.
La iglesia de San Bartolomé, parroquia que da nombre al barrio, es uno de los templos con más historia de la ciudad, además de ser sede de las cofradías penitenciales de los Servitas y del Santo Sepulcro.